# 科爾巴斯卡鄉
46°17′N 27°10′E / 46.283°N 27.167°E
科爾巴斯卡鄉（羅馬尼亞語：Comuna Corbasca, Bacău），是羅馬尼亞的鄉份，位於該國東北部，由巴克烏縣負責管轄，面積35平方公里，海拔高度186米，2007年人口5,792，人口密度每平方公里167人。